# Ell (Luxemburg)
Ell (luxemburguès Ell, alemany Ell) és una comuna i vila a l'est de Luxemburg, que forma part del cantó de Redange. Comprèn les viles d'Ell, Colpach-Bas, Colpach-Haut, Petit-Nobressart i Roodt.

## Població
| Nacionalitat   | Població | %      |
| -------------- | -------- | ------ |
| luxemburguesos | 653      | 79,34% |
| Forasters      | 170      | 20,66% |
| - portuguesos  | 11       | 1,34%  |
| - francesos    | 7        | 0,85%  |
| - italians     | 4        | 0,49%  |
| - belgues      | 131      | 15,92% |
| - alemanys     | 4        | 0,49%  |
| - iugoslaus    |          |        |
| - altres       | 13       | 1,58%  |

## Evolució demogràfica
| Any        | Població |
| ---------- | -------- |
| 15/02/2001 | 823      |
| 01/01/2002 | 842      |
| 01/01/2003 | 874      |
| 01/01/2004 | 871      |
| 01/01/2005 | 929      |